# Broadwindsor
Broadwindsor est une paroisse civile et un village du Dorset, en Angleterre.